# 恐龙危机2
《恐龍危機2》是卡普空開發的恐龍危機的續篇，操作與前作大致相同，但操控的角色更加靈活，兩個主角根據遊戲進程而交換角色。與前代不同，本作更強調殺戮的快感，而非逃亡。遊戲監督為巧舟。操作性與《生化危機 聖女密碼》相似。

## 操作
本作採用金錢積分購買武器、彈藥和道具。在殺死恐龍時以及同一場景內沒有受傷時獲得積分，得到的積分可在儲存點購買出現的武器。部分場景必須購買相應的道具才能通過。該作的武器多為虛構，比前作更先進、更未來化。最具特色便是蕾吉娜特有的雙機槍，能兩邊掃射恐龍。角色在開槍時同樣能行走，即是一邊掃射一邊前進。本作明顯改善角色的活動能力，動作比生化危機更加靈活。

### 畫面
《恐龍危機2》原本計劃在PlayStation 2上發行，由於初期在PlayStation 2開發難度大及考慮成本回收等問題，在開發中途被取消，並重新在PlayStation上開發。PlayStation 2版網上只流傳著一張暴龍的貼圖，雖然PlayStation不如PlayStation 2，但《恐龍危機2》作為PlayStation晚期的作品，已經充分利用PlayStation的機能，在主角與最多4頭迅猛龍以及暴龍同場時，仍能非常流暢。與《生化危機》不同，恐龍死亡後馬上被清除，避免影響速度。而且在遊戲中的CG動畫非常出色，在玩家中口碑不錯。而且2代遊戲前半部分讓玩家於森林中穿梭，比起侏羅紀公園系列遊戲有更多體驗恐龍生存的感覺。
PC版的畫面取消貼圖模糊，人物的面部比較清晰，部分背景聲效被刪除，但也出现恐龙被击倒后爆音的BUG。

## 故事
將卡克博士帶回一年後，2010年5月10日，第三能源（Third Energy）再次失控導致艾德華市（Edward City）全都被傳送到白堊紀時代。政府便派遣蕾吉娜和迪蘭等人組成部隊傳送到白堊紀救回市民和帶回第三能原資料。

## 登場人物
- 蕾吉娜（Regina；）（配音员：Stephanie Morgeniern）

主角之一。24歲，身高175cm，所屬於政府直屬情報機關「S.O.R.T(Secret Operation Raid Team)」的一名美女幹員，潛入作戰的專家。 因她在一年前的「追回卡克博士作戰」中曾與恐龍對戰的優異實績表現，而被挑選投入這次的任務再次對恐龍作戰。 除了敏捷的反應與靈活的身體動作之外，無論發生任何狀況都不會動搖的冷靜判斷力更是她最大的武器。在劇中初期她曾救出迪蘭一次，亦有穿著潛水衣進行水下作戰的橋段。結局中蕾吉娜成功帶回了「第三能源」的相關資料並回到她原來的時代。而之後的發展卻很可惜地，由於恐龍危機系列至今不再有續作（恐龍危機3是與系列無關的全新作品）因此再無下文。
- 迪蘭·莫頓（Dylan Morton；）（配音員：Gabriel Hogan）

主角之一。26歲，身高180cm，為陸軍特種部隊「T.R.A.T(Tactical Reconnitering and Acquisition Team)」所屬的一名軍官，軍階中尉，是T.R.A.T參與本次行動的指揮官。有著歷經千錘百鍊的強韌肉體及無堅不催的精神力。很強壯而擅長於使用重型武器，身體動作多少比較遲鈍。其實迪蘭才是本遊戲的真正主角，隨著故事的進展他的命運也會一一浮現。
- 大衛·弗克（David Falk；）（配音員：Eric Hempsall）

23歲，身高182cm，與迪蘭同樣是所屬於「T.R.A.T」的軍人，在隊伍中是氣氛製造者的存在。外見打扮類似西部牛仔的風格，帽子總不離身。雖然戰鬥能力不是特別出色，但有著一股為了同伴能奮不顧身的熱血。後來在異特龍的攻擊下為拯救迪蘭而陣亡。
- 寶菈（；）（配音員：Lisa Yamanaka）

身著黑衣，在這次任務的執行地點艾德華城所發現的三個不明生還者之一。對蕾吉娜等人有著很深的敵意。隨故事進展後會發現寶菈是迪蘭未來的女兒。

## 外部連結
- 官方網站－卡普空官方網頁（日語）
- 五週年紀念合輯官方網站－卡普空官方網頁（日語）